# Trigonella xeromorpha
Trigonella xeromorpha är en ärtväxtart som beskrevs av Karl Heinz Rechinger. Trigonella xeromorpha ingår i släktet trigonellor, och familjen ärtväxter. Inga underarter finns listade i Catalogue of Life.